# Liberté et patrie
Liberté et patrie és un curtmetratge suís dirigit per Jean-Luc Godard i Anne-Marie Miéville el 2002. El títol és tret de la bandera del cantó de Vaud, d'on és originària la parella de directors.

## Argument
Realitzada per a l'Exposició nacional suïssa de 2002, la pel·lícula és un pretext per una reflexió sobre la representació. Per allò fer, Godard i Miéville parteixen del relat Aimé Pache peinre vaudois de Ramuz.

## Repartiment
- Jean-Pierre Gos: Veu del narrador
- Geneviève Pasquier : Veu del narrador